# Ахвледіані Вахтанг Георгійович
Вахтанг Георгійович Ахвледіа́ні (8 березня 1924, Кутаїсі — 5 жовтня 1984, Ворошиловград) — український радянський живописець; член Спілки радянських художників України з 1968 року. Заслужений художник УРСР з 1980 року.

## Біографія
Народився 8 березня 1924 в місті Кутаїсі (нині Грузія). Брав участь у німецько-радянській війні. Нагороджений медаллю «За бойові заслуги» (25 березня 1945).
У 1951 році закінчив Тбіліську академію мистецтв, де навчався, зокрема, у Аполлона Кутателадзе і Сергія Кобуладзе. Член КПРС з 1954 року. Мешкав у Ворошиловграді в будинку на 14-й лінії, № 16, квартира № 6. Помер у Ворошиловграді 5 жовтня 1984 року.

## Творчість
Працював в галузі станкового живопису, писав жанрові картини, портрети, пейзажі, натюрморти. Представник соціалістичного реалізму. Серед робіт:
- «Дружба» (1954);
- «Сірий день» (1960);
- «На захист Царицина»;
- «Володимир Ленін у 1918 році»;
- «Зустріч Тараса Шевченка з Акакієм Церетелі» (1961, у співавторстві з Федором Шевченком);
- «Над могилою друга» (1964—1965);
- «Портрет знатної доярки Ганни Закутько» (1967),
- «Дівчата» (1967);
- «Ганна» (1967);
- «Портрет будівельника Каті Пархоменко» (1968);
- «На току» (1968);
- «Наталка» (1971);
- «Шахтарі» (1974);
- «Монтажники» (1977),
- «Біля підніжжя Верхньої Сванетії» (1977, полотно, олія).
- «Богатирі Донбасу» (1979);
- «Ткаля» (1980);
- «Висотник М. Дубовий» (1980);
- «Новоайдарські доярки» (1981);
- «У братній сім'ї» (1982);
- «Інтернаціональна бригада будівельників» (1983).

Брав участь в обласних художніх виставках з 1954 року, у всеукраїнських з 1961 року, зокрема у
- 4-й обласній художній виставці (Луганськ, 1954);
- виставці творів художників Донбасу (Луганськ, 1956);
- 6-й виставці творів художників Луганської області присвяченій 40-річчю Великої Жовтневої соціалістичної революції (Луганськ, 1957);
- 7-й виставці творів художників Луганської області (Луганськ, 1960);
- виставці присвяченій 100-річчю з дня смерті Тараса Шевченка (Київ, 1961).

Роботи художника зберігаються в Луганському і Дніпровському художніх музеях.